# Makigumo (1942)
Makigumo (japonsky 巻雲) byl druhý torpédoborec první série třídy Júgumo japonského císařského námořnictva. Byl dokončen v březnu 1942 jako druhý z devatenácti torpédoborců třídy Júgumo. Zúčastnil se druhé světové války v Tichomoří, během které se věnoval převážně eskortním a transportním povinnostem.
Do služby vstoupil těsně před bitvou u Midway, během které doprovázel Nagumovy letadlové lodě. Během bojů o Guadalcanal se zúčastnil bitev u východních Šalomounů, u ostrovů Santa Cruz a námořní bitvy u Guadalcanalu. Zúčastnil se rovněž několika „krysích transportů“ na Guadalcanal a během evakuace Guadalcanalu byl 1. února 1943 potopen po najetí na minu, nebo po zásahu torpédem z amerického torpédového člunu.

## Popis
Makigumo patřil do I. série třídy Júgumo a byl objednán na základě doplňovacího programu pomocných plavidel z roku 1939. Jeho výzbroj tvořilo šest 127mm kanónů typu 3. roku ve třech dvouhlavňových věžích typu D (jedné na přídi a dvou na zádi) a dva čtyřhlavňové 610mm torpédomety typu 92 modelu 4, pro které bylo k dispozici až šestnáct torpéd typu 93. Je možné, že 25mm dvoukanóny na plošině vedle zadního komínu byly před potopením nahrazena za 25mm trojčata (pokud Makigumo nenesl 25mm trojčata od samého počátku).

## Služba
Po dokončení byl Makigumo přiřazen k 10. divizi torpédoborců (第十駆逐隊 Dai-džú Kučikutai) 10. torpédové eskadry (第十水雷戦隊 Dai-džú Suirai Sentai) 1. letecké floty (第一航空艦隊 Dai-iči Kókú Kantai).
Večer 4. června 1942 během bitvy u Midway byl Makigumo pověřen, aby zůstal u těžce poškozené letadlové lodě Hirjú, zatímco zbytek jednotek začal ustupovat na západ. Později převzal část její posádky, přičemž byl lehce poškozen, když se k Hirjú přiblížil moc blízko a ta narazila do jeho nástaveb. V 05:10 5. června vystřelil Makigumo jedno torpédo do pravoboku letadlové lodě. Torpédo loď zasáhlo na úrovni můstku a Makigumo odplul na západ. Hirjú se ale ještě několik hodin držela na hladině.
Během bitvy u Midway vzal Makigumo na svoji palubu posádku SBD-3 Dauntless 6-S-5 (BuNo 03224) od VS-6 z USS Enterprise, kterému došlo palivo poblíž japonského svazu. Pilot podporučík (Ens.) Frank Woodrow O'Flaherty a radista/střelec Bruno P. Gaido byli 15. června popraveni utopením: Posádka Makigumo je přivázala k barelu naplněnému vodou a hodila do moře.
Během bitvy u východních Šalomounů doprovázel Makigumo letadlové lodě viceadmirála Naguma.
Během bitvy u Santa Cruz byl součástí předsunutého svazu kontradmirála Abeho. Spolu s Akigumo se v noci na 27. října podílel na doražení poškozené a Američany opuštěné letadlové lodě USS Hornet. Během dne pak ještě zachránil Michael M. Glassera – jediného přeživšího člena posádky Readova Avengeru T-10 (BuNo 00381) od VT-10 z Enterprise. Tentokrát se poprava nekonala a Glasser se dočkal konce války v zajateckém táboře.
Během námořní bitvy u Guadalcanalu byl součástí Nišimurova bombardovacího svazu, který v noci ze 13. na 14. listopadu ostřeloval Hendersonovo letiště. Svaz byl ale při ústupu během dne objeven a napaden letouny z Guadalcanalu a Enterprise. Makigumo poté převzal část posádky zasaženého těžkého křižníku Kinugasa.
28. listopadu vyplul Makigumo z Rabaulu v rámci Tokijského expresu (spolu s Júgumo, Kazagumo a Širacuju), který měl na Bunu na východě Nové Guineje dopravit 21. brigádu. Následujícího dne byl konvoj napaden letadly. I když Makigumo nebyl zasažen přímo, blízko dopadající pumy způsobily na jeho palubě požár a torpédoborec se musel vrátit zpět do Rabaulu.

### OperaceKEa potopeníMakigumo
Dne 1. února 1943 vyplul Makigumo ze Shortlandu, aby spolu s ostatními torpédoborci evakuoval vojáky z Guadalcanalu v rámci operace KE. V 18:20 byl u severního pobřeží Nové Georgie japonský svaz napaden 17 SBD, 7 TBF a 17 F4F z Guadalcanalu. Protiletadlová palba a 30 A6M leteckého krytí dokázalo konvoj (až na jeden imobilizovaný torpédoborec) ochránit. U Guadalcanalu došlo v noci ke střetnutí s americkými torpédovými čluny PT-37, PT-48, PT-59, PT-111, PT-115, PT-123 a PT-124. Makigumo pronásledoval jeden člun směrem k Tulagi, ale byl povolán zpět k ochraně naloďujících jednotek. Při návratu ale došlo k explozi. Buďto najel na minu, nebo se stal obětí útoku torpédových člunů PT-123 a PT-124. V případě najetí na minu se mohlo jednat o jednu z 300 min, které během dne položily minonosné torpédoborce USS Tracy, USS Montgomery a USS Preble. Tři muži byli zabiti, sedm zraněno a dva nezvěstní. Torpédoborec Júgumo převzal 237 přeživších a dorazil Makigumo torpédem. Ten se potopil 3 míle (4,8 km) jiho-jihozápadně od ostrova Savo na pozici 9°15′ j. š., 159°47′ v. d.. Makigumo se tak připojil k mnoha jiným plavidlům obou stran potopených v Průlivu se železným dnem.
Dne 1. března 1943 byl Makigumo vyškrtnut ze seznamu lodí japonského císařského námořnictva.